# Illan Meslier
Illan Stéphane Meslier (ur. 2 marca 2000 w Lorient) – francuski piłkarz, występujący na pozycji bramkarza w angielskim klubie Leeds United. Były młodzieżowy reprezentant Francji. Wychowanek FC Lorient.